# Жёсткость Мостова
Жёсткость Мостова утверждает, что геометрия гиперболического многообразия конечного объёма в размерностях, начиная с трёх, полностью определяется его фундаментальной группой.

## История
Для замкнутых многообразий теорема была доказана Джорджем Мостовым в 1968 году.
Обобщена на многообразия конечного объёма размерности Марденом и Прасадом (англ. Prasad).
Громов дал другое доказательство — основанное на симплициальном объёме.
До этого Вейль доказал тесно связаные утверждения.
В частности то, что кокомпактные действия дискретных групп изометрий гиперболического пространства размерности не менее 3 не допускают нетривиальных деформаций.

## Формулировки

### Геометрическая формулировка
Пусть M и N — полные гиперболические n-мерные многообразия конечного объёма с n≥3. Тогда любой изоморфизм f: π1(M) → π1(N) индуцируется изометрией M  → N.
Здесь π1(M) обозначает фундаментальную группу многообразия M.

### Алгебраическая формулировка
Пусть Γ и Δ — дискретные подгруппы группы G изометрий n-мерного гиперболического пространства H с n≥3, чьи факторпространства H/Γ и H/Δ имеют конечные объёмы. Тогда изоморфность Γ и Δ как дискретных групп влечёт их сопряжённость в G.

## Приложения
- Группа изометрий конечных объёмов гиперболических n-многообразия M (для n≥3) конечна и изоморфна группе внешних автоморфизмов π1(M).
- Теорема об упаковке кругов